# Hanny Christen
Hanny Christen (* 3. August 1899 in Liestal; † 29. Juni 1976 in Basel; eigentlich Johanna Christen) war eine Schweizer Sammlerin von Volksmusik und volkskundlichem Material. Seit der Neuentdeckung ihrer umfangreichen Sammlung, die u. a. rund 12'000 Volksmelodien aus der Zeit zwischen 1800 und 1940 umfasst, wurde sie zu einer Schlüsselfigur auf dem Gebiet der Schweizer Volksmusik.

## Leben

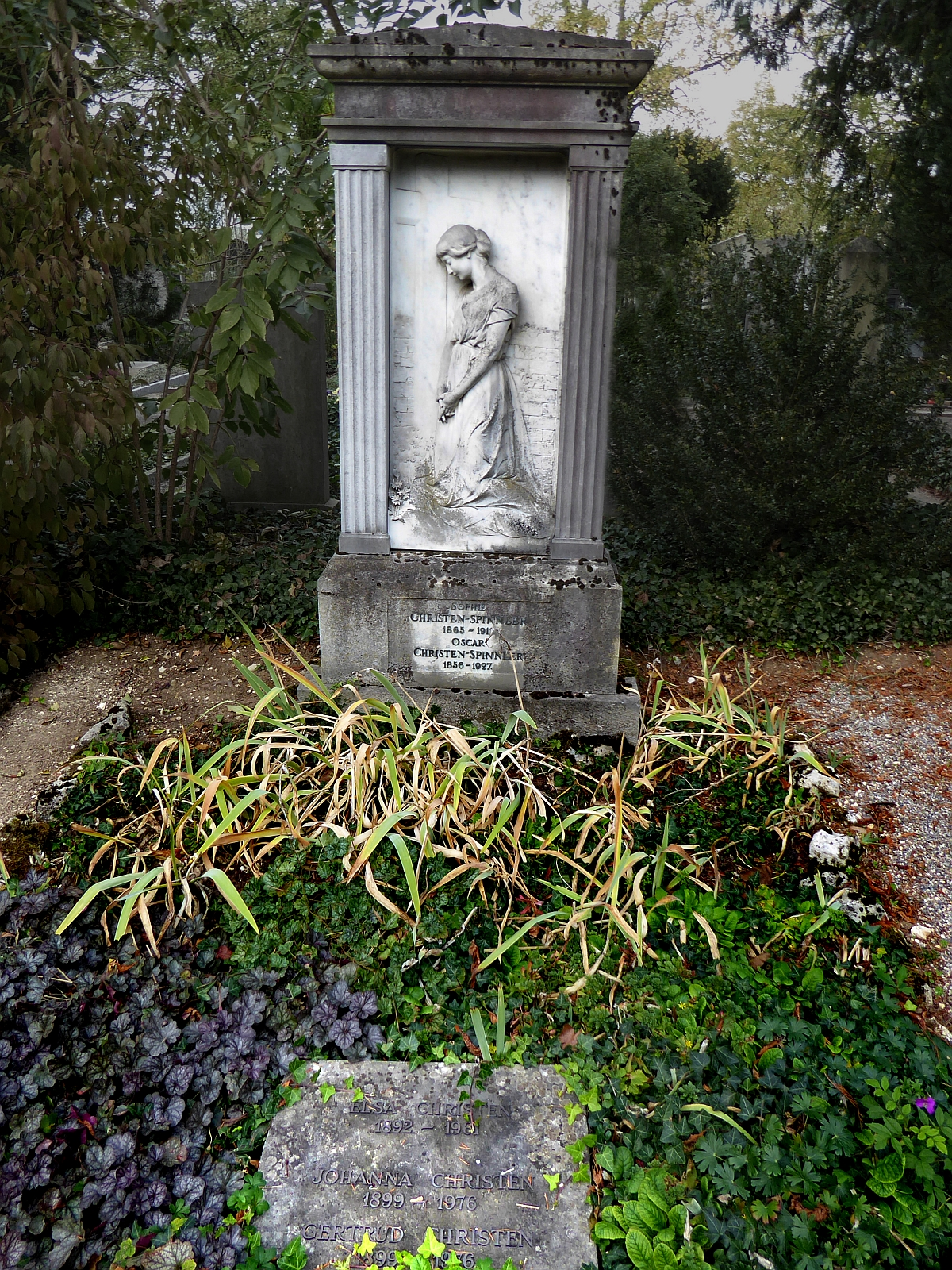
Grab auf dem Friedhof Wolfgottesacker, Basel

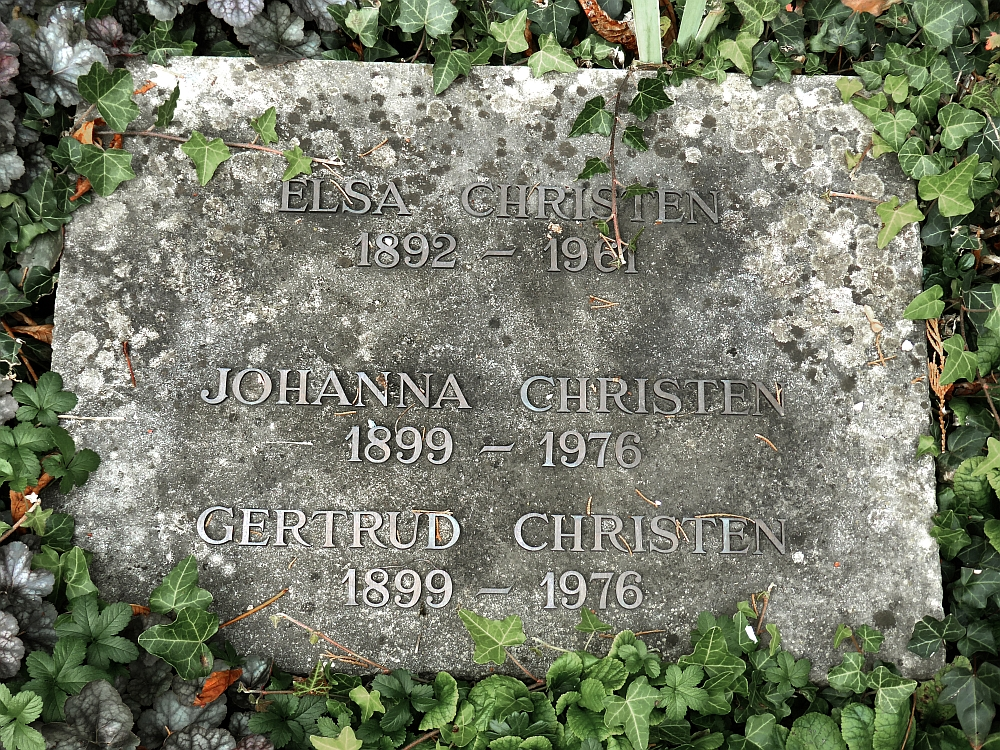
Grab auf dem Friedhof Wolfgottesacker, Basel

Hanny Christen war die Tochter von Sophie und Oscar Christen-Spinnler und wurde am 3. August 1899 mit ihrer Zwillingsschwester Trudy in Liestal geboren. Sie wuchs mit ihren Geschwistern Elsa und Walter in Basel auf, besuchte die Töchterschule und erhielt eine umfassende musikalische Ausbildung. Durch den frühen Tod ihrer Mutter (1911) fanden sich die drei Schwestern zu einer Lebensgemeinschaft, die sich nach der Verheiratung des Bruders und dem Tod des Vaters nach neuen Inhalten orientierte.
Hanny Christen gewann aus den Aufzeichnungen ihres Grossvaters, Regierungsrat Jakob Christen, Interesse an der Geschichte und dem Brauchtum des Baselbiets (Kanton Basel-Landschaft) und begann eines Tages, ihre Heimat selbst zu entdecken. Neben Sitten und Bräuchen, Anekdoten und Sagen fesselten sie mehr und mehr die Volksmusik und die Musikanten, welche die traditionellen Melodien – gemäss Hanny Christen – noch auf unverfälschte Art und auf den verschiedensten Instrumenten zu spielen wussten. Die Grenzen des Baselbiets wurden ihr rasch zu eng, und sie begann mit grossem Eifer, Volksmusik in der ganzen Schweiz zusammenzutragen und eine umfassende Sammlung schweizerischer Volksweisen anzulegen. Für diese Arbeit war sie aufgrund ihrer musikalischen Bildung befähigt: Sie hatte Cello und Klavier spielen gelernt, konnte gut singen und verfügte über ein vorzügliches Gehör und Gedächtnis. Später sah man dann das kleinwüchsige «Musighanneli» eines der ersten, unförmigen Tonbandgeräte durch die Gegend schleppen. Unablässig versuchte sie, das Entdeckte an Trachtenvereinigungen, Tanzgruppen und an das Radio heranzutragen, scheiterte jedoch oftmals aufgrund von ideologischen Differenzen; die Anerkennung zu Lebzeiten blieb ihr weitgehend versagt. Sie starb am 29. Juni 1976 und fand ihre letzte Ruhestätte auf dem Wolfgottesacker in Basel.

## Nachlass
Am 21. April 1963 übergab Hanny Christen ihren Nachlass der Universitätsbibliothek Basel, wo er bis zu seiner Wiederentdeckung fast 30 Jahre später unbearbeitet schlummerte. Seit Dezember 2004 ruhen der schriftliche Nachlass sowie die Fotografien als Depot im Staatsarchiv Basel-Landschaft, während die Tonaufnahmen in der Schweizer Nationalphonothek aufbewahrt werden.
Der umfangreiche Nachlass besteht aus einer riesigen Notensammlung, Tonbändern, Fotos, Schriften zu den Themen Volkstanz, Volkslied, Musiker, Musikinstrumente, Volkstracht, Wanderungen, Volksbräuche sowie aus eigenen Publikationen und solchen anderer und Aufzeichnungen über ihre Zusammenarbeit mit Radio Bern.
Zum Jubiläum der Herausgabe der Volksmusiksammlung von Hanny Christen fand von Mai 2022 bis September 2022 im Museum.BL eine Ausstellung statt. Diese beleuchtete ihr Werk, das vor zwanzig Jahren publiziert wurde und so den Weg aus einem Keller der Universitätsbibliothek Basel zurück auf die Schweizer Tanzbühnen fand.

## Traditionsbewahrung
Hanny Christen reihte sich mit ihrer Erhaltungsleidenschaft und ihrem Interesse für die Musik der Romantik in die Tradition jener Kulturpfleger ein, die sich für die Erhaltung der alten «reinen» Traditionen einsetzten. Diese Pfleger der Volkskultur waren aber nicht selbst Träger dieser Kultur, keine Bauern oder der ländlichen Bevölkerung angehörend, sondern überwiegend gebildete Menschen aus den Städten. In der Rolle als Bewahrerin der Volkskultur war Hanny Christen sehr daran gelegen, das Volksmusikgut in seiner «ursprünglichen» Form zu erhalten. Sie lehnte jegliche «neumodischen Tendenzen» in der Musik vehement ab, dazu zählte sie auch die Ländlermusik, welche nach 1930 mit der Verbreitung des Radios allmählich populär wurde, aber auch den Jazz, der im Nachkriegseuropa schnell Verbreitung fand.

## Notensammlung
Ihre riesige Sammlung an Volksmelodien trug Hanny Christen vorwiegend in der Zeit von 1940 bis 1960 zusammen. Einerseits wurde ihr von älteren Spielleuten vorgespielt oder vorgesungen, was sie dann in ihrem kleinen Notizbüchlein aufschrieb, andererseits wurde ihr zuweilen auch gestattet, ganze Tanzbücher der Spielleute abzuschreiben. Da viele Spielleute, deren Repertoire auf diese Weise festgehalten wurde, zur Zeit, als Hanny Christen sie besuchte, bereits zwischen sechzig und achtzig Jahre alt waren, reicht diese Sammlung bis weit ins 19. Jahrhundert – mit einigen Melodien wahrscheinlich sogar ins 18. Jahrhundert zurück.
Nebst Regionen, von denen man in einer solchen Sammlung auch aus heutiger Sicht eine grosse Anzahl von Melodien erwarten würde, wie Appenzellerland, Innerschweiz, Graubünden, Bern usw. sind in der Sammlung Hunderte von Tänzen aus Gegenden vertreten, von denen man bis anhin nichts an schriftlich überlieferter Volksmusik besass.
Unter dem Patronat der «Gesellschaft für die Volksmusik in der Schweiz» (GVS) und unter der Leitung von Fabian Müller arbeitete ein Autorenteam während rund einem Jahrzehnt an der Herausgabe dieser Sammlung, die dann als Enzyklopädie in 10 Bänden mit umfangreichem Bildmaterial und einem zusätzlichen Registerband publiziert wurde.

## Tonaufnahmen
Erste Tonaufnahmen mit einem Tonbandgerät der Marke Uher machte Hanny Christen 1956, die letzten 1973. Musik und Gespräche, welche die Reisen zu ihren Informanten bezeugen, hielt Hanny Christen auf den Tonbändern aus der Zeit zwischen 1958 und 1963 fest. Die restlichen Tonbänder bestehen aus Aufnahmen von Radiosendungen, welche jedoch ebenfalls wertvoll sind, da diese in den Radioarchiven z. T. gar nicht mehr aufbewahrt sind. Es sind dies Sendungen mit Interpretationen der von Hanny Christen gesammelten Melodien durch Musiker von Radio Bern, mit klassischer Musik u. v. m.

## Zusammenarbeit mit Radio Bern
Hanny Christen hatte 1949 begonnen, mit Radio Bern, und da vor allem mit Eugen Huber, zusammenzuarbeiten. Sie übergab ihm ihre Notenaufzeichnungen, welche er dann für die Musiker von Radio Bern einsetzte. Sobald Hanny Christen in Besitz eines Tonbandgeräts war, begann sie mittels Aufzeichnungen zu «kontrollieren», ob ihre Anweisungen auch befolgt worden waren. 1951 erhielt sie den renommierten Berner Radiopreis. Ihre Zusammenarbeit mit Radio Bern dauerte bis 1960. Nachdem der Ressortleiter, Franz Kienberger, ihr mitgeteilt hatte, dass die meisten ihrer Spielleute den qualitativen Ansprüchen des Radios nicht genügten, zog sie sich resigniert zurück. Dennoch darf gesagt werden, dass Hanny Christen rund 10 Jahre Radiogeschichte mitgeschrieben hat.

## Rezeption
Nachdem der Komponist Fabian Müller 1992 die Hanny-Christen-Sammlung im Keller des Basler Universitätsarchivs ausgegraben hatte, erfolgte die Anerkennung und Wertschätzung von Hanny Christens Arbeit. Im Jahre 2002 wurden ihre gesammelten Noten in einem 10-bändigen Werk «Schweizer Volksmusik-Sammlung. Die Tanzmusik der Schweiz des 19. und der ersten Hälfte des 20. Jahrhunderts» publiziert. Mit dieser Publikation steigerte sich der Bekanntheitsgrad von Hanny Christen, und es kam zu verschiedenen Neuinterpretationen des Materials wie etwa durch die HujGroup, durch die speziell zur Interpretation der Hanny-Christen-Noten gegründete Hanneli-Musig, das aus klassischen Musikern bestehende Schweizer Oktett, oder durch die Stelser Buaba. Aber auch Folk- und Rockmusiker wie Max Lässer finden im Werk von Hanny Christen Inspiration. Angesichts der ablehnenden Haltung Hanny Christens gegenüber «neumodischen Tendenzen» in der Musik hätte sie selbst aber wohl wenig Gefallen an der Rezeption ihres Werkes gefunden.

## Publikationen

### Schriften
- Die schönsten Volkstänze ussim Baselbiet. Sammlung mit Beschreibung. Klaviersatz von Ch. Lochbrunner. Verein zur Hebung der Volksgesundheit, Basel 1943.
- Handschriftliche Materialien zu Volksmusik und Volkstanz in der Schweiz. Basel 1941.
- Mys Baselbiet. E Heimetbiechli. Geleitwort von W. Hilfiker. Gaiser und Haldimann, Basel 1943.
- (Hrsg.): Die schönste Volkstänz ussim Baselbiet. Noten. Für alli Baselbieter und Trachtelüt, wo no Freud hei am ächte, bodeständige Volksguet. Klaviersatz von Charles Lochbrunner. Verein zur Hebung der Volksgesundheit, Basel 1943.
- Uss alte Zite es paar Värsli für die Chlyne. Zeichnungen von Trudy Haas. Gaiser, Basel 1944.
- Der Trumpeter Mathys. Historisch Heimetspiel, 1813–1859. Basel 1947.
- Vier Schweizer Tänze für Ländlerkapellen. Noten. Aufgeschrieben von Hanny Christen im Satz von Eugen Huber. Zur Förderung der schweizerischen Volksmusik hrsg. von Radio Bern aus Anlass seines 25-jährigen Bestehens. Komm. Müller und Schade, Bern 1950–1957.
- Annababeli lupf dis Bei. 17 schweizerische Volkstänze im «goldige Ring». Gesammelt und mit Tanzschritten versehen von Hanny Christen. Für zwei Blockflöten eingerichtet und hrsg. von Konrad Bächinger. Verlag für Neue Musik, Wädenswil 1954.

### Diskografie
- Hanneli-Musig: Alpenträume. Tänz us dr Zentralschwiiz, CD ZYT 4897
- Hanneli-Musig: Blümchen Wunderhold, CD ZYT 4895
- Hanneli-Musig: Tänzix, CD ZYT 4900
- HujGroup: Nöis Alts, Musiques Suisses MGB CD 6209

## Film
- Michael Hegglin: Hanny Christen. Dänkt ächt eine an mi? Porträt der Schweizer Musikethnologin. In: 3sat/SF DRS. 2005.